# Liste der Biografien/Jao
Liste der Biografien |
Portal Biografien |
Personensuche
# |
A |
B |
C |
D |
E |
F |
G |
H |
I |
J |
K |
L |
M |
N |
O |
P |
Q |
R |
S |
T |
U |
V |
W |
X |
Y |
Z |
?
 
Ja |
Jb |
Jd |
Je |
Jh |
Ji |
Jj |
Jl |
Jn |
Jm |
Jo |
Jp |
Jr |
Js |
Jt |
Ju |
Jv |
Jw |
Jy
 
Jaa |
Jab |
Jac |
Jad |
Jae |
Jaf |
Jag |
Jah |
Jai |
Jaj |
Jak |
Jal |
Jam |
Jan |
Jao |
Jap |
Jaq |
Jar |
Jas |
Jat |
Jau |
Jav |
Jaw |
Jax |
Jay |
Jaz

## Jao
Die Liste der Biografien führt alle Personen auf, die in der deutschsprachigen Wikipedia einen Artikel haben. Dieses ist eine Teilliste mit 4 Einträgen von Personen, deren Namen mit den Buchstaben „Jao“ beginnt.

### Jaon
- Jaona, Monja (1910–1994), madegassischer Politiker

### Jaou
- Jaouen, Claire (* 1979), französische Beachvolleyballspielerin
- Jaoui, Agnès (* 1964), französische Schauspielerin, Autorin, Regisseurin und SängerinAgnès Jaoui (* 1964)

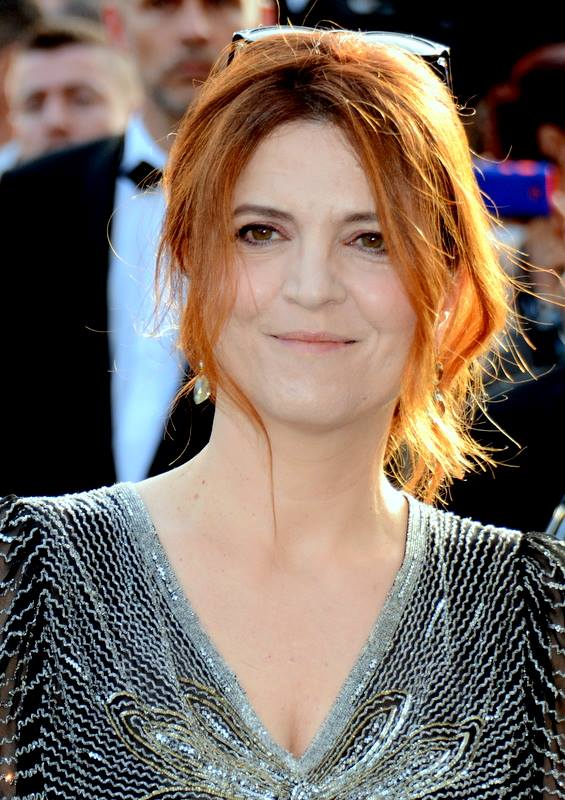
Agnès Jaoui (* 1964)

- Jaoui, Taher (* 1978), französischer Künstler